# Jennison Heaton

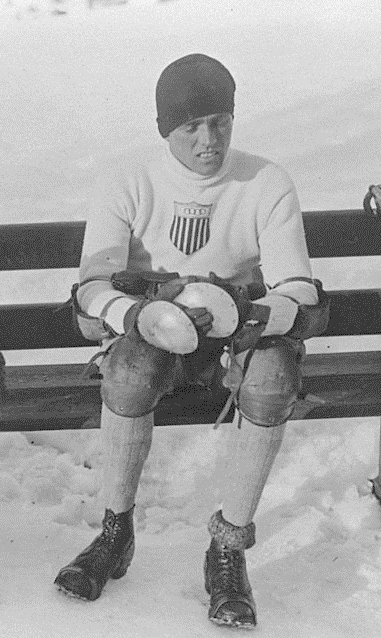
Jennison Heaton 1928

Jennison Heaton (* 16. April 1904 in New Haven, Connecticut; † 6. August 1971 in Burlingame, Kalifornien) war ein US-amerikanischer Bob- und Skeletonfahrer.
Heaton war der erste Olympiasieger im Skeleton. Er gewann die Goldmedaille bei den Olympischen Spielen 1928 in St. Moritz vor seinem jüngeren Bruder Jack, der die Silbermedaille errang. Jennison siegte mit nur einer Sekunde Vorsprung vor John. Ebenfalls in St. Moritz führte Jennison Heaton als Pilot eine USA-Mannschaft im Fünferbob-Wettbewerb zur Silbermedaille. 